# Candacia ishimarui
Candacia ishimarui is een eenoogkreeftjessoort uit de familie van de Candaciidae. De wetenschappelijke naam van de soort is voor het eerst geldig gepubliceerd in 1997 door Mulyadi.